# Daniel Dutuel
Daniel Dutuel est un footballeur français né le 10 décembre 1967 à Bort-les-Orgues. Il était milieu de terrain.

## Biographie
Il fait partie de la fameuse génération 1986 de l'AJ Auxerre. Il gagne cependant sa place de titulaire plus tard que ses collègues du centre de formation. 
Lors de l'édition de la Coupe de l'UEFA en 1993, il marque lors du quart de finale contre l'Ajax Amsterdam le but qui permet à son club de se qualifier pour le tour suivant où Auxerre est éliminé aux tirs au but par le Borussia Dortmund. Ses prestations l’amènent à être sélectionné en équipe de France A'. Il ne réussit cependant pas à franchir l'échelon supérieur.
En juillet 1993, il signe avec son coéquipier William Prunier, à Marseille tout juste sacré champion d'Europe. Un an plus tard et à la suite de l'affaire de corruption VA/OM, rétrogradant le club phocéen en Division 2, Daniel Dutuel rejoint les Girondins de Bordeaux, où il atteint la finale de la Coupe de l'UEFA en 1996. Profitant de cet épisode, il signe alors en Espagne, mais ne connaît pas de nouveaux moments glorieux. Il termine sa carrière professionnelle en National au  RC Paris en 2001.

## Carrière
- 1982-1993 :  AJ Auxerre
- 1993-1994 :  Olympique de Marseille
- 1994-1996 :  Girondins de Bordeaux
- 1996-1998 :  Celta Vigo
- 1998-1999 :  Real Valladolid
- 1999-2000 :  AC Bellinzone
- 2000-2001 :  RC Paris[1]

## Palmarès
- Finaliste de la Coupe UEFA en 1996 avec les Girondins de Bordeaux
- Vice-Champion de France en 1994 avec l'Olympique de Marseille
- Vainqueur de la Coupe des Alpes en 1987
- Vainqueur de la Coupe Gambardella en 1986 avec l'AJ Auxerre
- Vainqueur de la Coupe Nationale des Cadets en 1983 avec l'équipe de la Ligue de Bourgogne
- Champion de France Cadets en 1983 avec l'AJ Auxerre

## Anecdotes
- Le samedi 4 février 1995, alors que Mont-de-Marsan est opposé aux Girondins de Bordeaux en 1/16e de finale de la Coupe de France, Dutuel décoche, à la 18e minute de jeu, une frappe qui longe le poteau extérieur du gardien montois, mais le ballon rentre dans les filets par un trou situé à l'arrière. Le but est validé par Claude Colombo, l'arbitre de la rencontre, et la contestation montoise sera refusée. De plus, durant le long arrêt de jeu qui a suivi le "but", les arbitres qui ont passé les filets au peigne fin, n'y ont pas trouvé de trou[2].
- Il est le seul buteur girondin de la finale de la Coupe UEFA 1995-1996 face au Bayern Munich. À ce titre, il est resté presque 30 ans comme étant le dernier joueur d'une équipe française à avoir marqué lors d'une finale de Coupe d’Europe, avant que A. Hakimi, D. Doué (doublé), K. Kvaratskhelia et S. Mayulu ne marquent pour le PSG contre l’Inter Milan en finale de la Ligue des Champions 2025 (5-0).